# Pic Hanyang
Le pic Hanyang (chinois simplifié 汉阳峰 ; chinois traditionnel : 漢陽峰 ; hanyu pinyin hàn yáng fēng) est le plus haut sommet du massif du mont Lu en Chine ; il culmine à 1 474 m d'altitude.